# Duncan Haldane
Frederick Duncan Michael Haldane FRS (sinh 14 tháng 9 năm 1951) là một nhà vật lý người Scotland-Slovenia là giáo sư Eugene Higgins vật lý tại khoa vật lý của Đại học Princeton ở Hoa Kỳ, và một giáo sư thỉnh giảng tại Viện vật lý lý thuyết Perimeter. Ông đã giành được trao giải Nobel vật lý năm 2016 cùng với David J. Thouless và John Michael Kosterlitz.
Giải Nobel vật lý được trao cho ba vị này cho khám phá về mặt lý thuyết của họ của hiện tượng chuyển pha tô pô và pha tô pô ở vật chất.